# Fomivirsen
Fomivirsen (tên thương hiệu Vitravene) là một loại thuốc chống vi rút antisense được sử dụng trong điều trị viêm võng mạc do cytomegalovirus (CMV-R) ở bệnh nhân suy giảm miễn dịch, bao gồm cả những người bị AIDS. Nó được quản lý thông qua tiêm nội nhãn.
Nó được phát hiện tại NIH và được Isis Dược phẩm cấp phép và phát triển ban đầu, sau đó được cấp phép cho Novartis. Nó đã được FDA cấp phép cho CMV vào tháng 8 năm 1998, và là loại thuốc thuộc nhóm antisense oligonucleotide đầu tiên được phê duyệt.
Novartis đã rút ủy quyền tiếp thị tại EU vào năm 2002  và tại Hoa Kỳ vào năm 2006. Fomivirsen bị thu hồi vì lý do thương mại: Lúc nó được tung ra thị trường, liệu pháp HAART đã trở thành tiêu chuẩn trong việc kiểm soát HIV và đã làm giảm số ca AIDS, giảm số ca mắc CMV -vốn ảnh hưởng đến bệnh nhân suy giảm miễn dịch, giảm số ca viêm võng mạc và đồng thời cũng thu hẹp luôn thị trường của fomivirsen.
Nó là một antisense oligonucleotide - gồm 21 oligonucleotide liên kết với nhau thông qua nhóm phosphorothioate (có khả năng chống suy thoái bởi nucleases) và có trình tự:
- 5'-GCG TTT GCT CTT CTT CTT GCG-3'[6]

Nó chặn dịch mã mRNA của virut bằng cách liên kết với chuỗi bổ sung của mRNA được phiên mã từ đoạn mẫu của gen CMV chính UL123, mã hóa protein CMV IE2. Đây là loại thuốc chống vi-rút đầu tiên được FDA phê chuẩn.